# Anthony Villanueva
Anthony N. Villanueva, född 18 mars 1945, död 13 maj 2014 i Cabuyao, var en filippinsk boxare som tog OS-silver i fjäderviktsboxning 1964 i Tokyo. I finalen besegrades han av Stanislav Stepasjkin från Sovjetunionen. Fadern José Villanueva tog OS-brons i bantamvikt i Los Angeles.